# Vincenzo Rosignoli
Vincenzo Rosignoli (Assisi, 1856 – Firenze, 1920) è stato uno scultore italiano.

## Biografia
Visse molti anni a Firenze, dove fu allievo dello scultore Augusto Passaglia. Decorò numerosi edifici fiorentini e realizzò varie sculture in Toscana e in Umbria, sua terra natale.
Morì a Firenze all'età di 64 anni.

## Opere
- Crocifisso che abbraccia San Francesco, copia in bronzo di una tela di Bartolomé Esteban Murillo, Santuario della Verna, Chiusi della Verna (1888).
- Stemma di Agostino Bausa, Palazzo Arcivescovile, Firenze (1895).
- Monumento a Merope Becchini, cappella di Merope Becchini, San Lorenzo, Arcidosso (1902).
- San Francesco con un fanciullo, Santuario della Verna, Chiusi della Verna (1903).
- Monumento a Colomba Antonietti, Bastia Umbra (1910).[1]
- Monumento a Pietro Aldi, Manciano (1911).
- Fontana di piazza Garibaldi, Manciano (1913).
- San Francesco con una pecora, Porziuncola, Assisi (1916).